# Abu Suleiman al-Naser
Abu Suleiman al-Naser foi o ministro da Guerra do Estado Islâmico do Iraque (EII). Ele também foi chefe do conselho de guerra e chefe militar do Estado Islâmico do Iraque e do Levante (EIIL).
Pouco se sabe sobre Abu Suleiman. Ele sucedeu Abu Ayyub al-Masri, o líder da al-Qaeda no Iraque , que foi morto, juntamente com o líder do EIIL, Abu Omar al-Baghdadi, em uma operação conjunta de forças americanas e iraquianas em Tikrit em abril de 2010, como o ministro da Guerra para o Estado Islâmico do Iraque. O novo ministro da Guerra assinado com o nome Al-Nasser Lideen Allah Abu Suleiman, um nome de guerra que traduz "Defender de Deus da religião, Pai de Suleiman". Seu nome verdadeiro é Neaman Salman Mansour al Zaidi.
Ele é relatado para ter sido uma vez detido no Acampamento Bucca na província de Baçorá. Ele pode ter sido uma vez o governador de Ambar.
Forças de segurança iraquianas afirmaram ter matado Suleiman em fevereiro de 2011, na cidade de Hit, a oeste de Bagdá. No entanto, o ISI negou sua morte um mês depois. Al-Naser não fez quaisquer declarações públicas desde sua anúncio como ministro da guerra e não se sabe qual o papel, se houver, ele tem desempenhado na organização, uma vez que evoluiu para o Estado Islâmico do Iraque e do Levante, e reforçou a insurgência iraquiana.
Na noite de 07 de novembro de 2014, um ataque aéreo dos EUA como alvo uma reunião de líderes do Estado Islâmico em Mosul , no Iraque, matando 20 militantes islamistas, incluindo Abu Ayman al-Iraqi , a cabeça do EIIL de Shura, era militar naquele momento. Ele foi substituído por Abu Suleiman al-Naser como Chefe Militar de EIIL.